# Jan Fegter
Jan Frers Martens Fegter (né le 7 octobre 1852 à Schoonorth et mort le 21 mars 1931 à Süderneuland) est un homme politique allemand (FVP, DDP) et fonctionnaire paysan.

## Biographie
Jan Fegter est le fils d'un propriétaire foncier réformé évangélique et surintendant des digues. Après avoir étudié à l'école primaire à Wirdumer Neuland et l'école secondaire à Emden, dont il est diplômé du lycée en 1870, il est formé comme agriculteur dans diverses fermes. De 1871 à 1872, il est volontaire d'un an dans l'armée. De 1884 à 1913, Fegter est le locataire du domaine royal de Kloster Aland dans l'arrondissement d'Emden, succédant à son père. Il vit ensuite comme fermier, plus tard comme rentier, à Süderneuland près de Norden.

## Carrière politique
Fegter acquis sa première expérience politique au niveau politique local: de 1889 à 1908, il était maire de la commune de Wirdum et, en tant que membre du conseil d'arrondissement et député d'arrondissement de Norden, est l'un des politiciens les plus influents de l'arrondissement. Fegter devient également membre du syndicat des petits exploitants agricoles allemands, au sein du comité exécutif de l'Empire duquel il siège depuis 1917. En tant que représentant professionnel, il écrit des articles pour certains petits journaux de la Frise orientale, pour la Vossische Zeitung et en particulier pour le Berliner Tageblatt. Il y a aussi des écrits sur les ondes de tempête et la construction de digues, sur les conditions de location dans les marais de la Frise orientale et sur certains traités historiques.
D'une élection partielle en avril 1908 jusqu'à l'effondrement de la monarchie en Empire allemand à l'automne 1918, Fegter est député du Reichstag en tant que membre de l'Union radicale (stagiaire) et du Parti populaire progressiste pour la 1re circonscription de Hanovre (Emden-Norden).
En 1919, Fegter, qui s'est déjà engagé dans la forme de la république avant la révolution de novembre, rejoint le Parti démocrate allemand (DDP). Le 22 novembre 1919, il entreprend la procédure de remplacement du député démissionnaire Theodor Tantzen le Jeune (de) à l'Assemblée nationale de Weimar, dans laquelle il représente la 15e circonscription (Aurich-Osnabrück). Fegter, il est également membre du Conseil d'État prussien depuis 1921, après n'avoir pas été nommé pour l'élection du Reichstag de 1920. Il en fait partie jusqu'en 1926 et de nouveau de 1928 à 1933.
Fegter appartient au conseil de circonscription du DDP et est son président de district en Frise orientale. Il est également membre du parlement provincial de Hanovre de 1919 jusqu'à sa mort dans diverses circonscriptions de la Frise orientale. Au printemps 1919, il est réélu au conseil de l'arrondissement de Norden, entre dans le conseil d'arrondissement influent et devient également sénateur de la ville de Norden.